# Calliobdella knightjonesi
Calliobdella knightjonesi is een ringworm uit de familie van de Piscicolidae. De wetenschappelijke naam van de soort is voor het eerst geldig gepubliceerd in 1984 door Burreson.